# 埃尔梅斯·穆奇内利
埃尔梅斯·穆奇内利（義大利語：Ermes Muccinelli，1927年7月28日—1994年11月4日），意大利男子足球运动员，司职前锋。他曾代表意大利国家队参加1950年和1954年国际足联世界杯，两次均止步小组赛阶段。